# Діогу Бернардіш
Діо́гу Берна́рдіш (порт. Diogo Bernardes, до реформи 1911 року були варіанти порт. Bernaldez, Bernárdez.; бл. 1530—1596?/1605?) — португальський поет епохи Відродження, дипломат; один з представників поетичної школи Франсішку ді Са-ді-Міранди й пасторальної поезії португальської літератури кінця XVI — початку XVII століть.

## З життєпису
Ані рік, ані місце народження Діогу Бернардіша достеменно не відомі. Деякі біографи, включаючи Теофілу Брагу, вважали, що поет народився у Понті-ді-Лімі, за іншими джерелам — у Понті-да-Барці. Припускають, Бернардіш народився між 1530 і 1540 роками, а помер, згідно з даними біографів, у 1596 році в Лісабоні, згідно з іншими дослідженнями — у 1605 році. К. Міхаеліс ді Вашконселуш визначала життєвий шлях Бернардіша 1520—1605 роками, а А.-Ж. Сарайва і О. Лопіш — близько 1530—1594/1595 роками. Сарайва і Лопіш вважали, що поет народився у Понті-да-Барка, де він прожив тривалий час, виконуючи обов'язки нотаріуса. Брага відмічав, що поет повинен був народитися до 1540 року, оскільки точно відомо, що тоді народився його молодший брат Агостіньо Пімента (в ордені капуцинів — брат Агостіньо да Круш; 1540—1619).
До кінця невідомо, де і яку освіту отримав поет. Обіймав різні посади при дворах португальських королів Себаштіана й Філіпа II. Себаштіан відправив Бернардіша секретарем посольства до Філіпа II. Бернардіш перебував з-поміж португальської знаті при Себаштіані під час фатальної битви при Алкасер-Кібірі (1578), після якої тривалий час перебував у полоні, поки його не викупили. Філіп II, який покровительствував португальцям, зустрів Бернардіша з почестями і призначив йому пенсію.

## Творчість
Брага писав, що поезія Бернардіша була недооціненою, перебуваючи у затінку слави творів Камойнша. Сарайва і Лопіш відносили творчість Бернардіша до маньєризму. Тоді як Камоенс своїми поетичними емблемами обрав Тежу і Мондегу, Са-ді-Міранда — Нейву (Neiva), Діогу Бернардіш увійшов у історію португальської літератури як «поет Ліми», оспівуючи красу рідних місць Мінью-Ліми.
Сарайва і Лопіш дали лаконічну характеристику поезії Бернардіша: 
|  | Типовими темами поета виступали божественне кохання, насичене петраркістськими парадоксами, саудаде, тобто тяжіння до смутної ностальгії, коли поет лишався наодинці з лісовими просторами провінції Міню, її скелями та ущелинами, де народжуються річки, плин яких нагадує як потоки сліз, так і незворотну ходу часу. Останні роки життя поетові було притаманне розчарування у всіх земних надіях, а релігійний запал набув тону примирення, що вже ніяк не відзначалось оригінальністю. |

Колеги по поетичному цеху, зокрема Антоніо Феррейра і Са-ді-Міранда, висловлювались про творчість Діогу Бернардіша схвально, але дехто звинувачував його у плагіаті 5 еклог і поеми Santa Ursula Камоенса. Втім, з'ясування авторства поезії доби Відродження є досить проблематичним. Камоенсу насправді приписували чимало творів, яких він не створював.
К. Міхаеліс де Вашконселуш для антології «100 кращих поетичних творів португальської мови» з творів Бернардіша відібрала 5 віршів: еклогу «Сілвія», елегію, поетичний лист до свого рідного брата Агостіньо Піменти та 2 інших.

## Видання
Твори поета розходилися в рукописах. У перше друковане видання 1594 року увійшло 57 сонетів, 11 елегіїй, епіграми, станси, секстини, еклоги, оди, пісні. Другий збірник включав 20 еклог і 33 поетичних листа (Cartas). Перший такий лист був адресований Са-ді-Міранді. Третя антологія містить 133 сонета, секстини, пісні, елегії, епіграми, інші жанри португальської поезії. Дані публікації неодноразово перевидавались, але по праву поезії Бернардіша були оцінені у XVII столітті. Одне з перевидань — Кансіонейру Луїша Франку Коррейї (O cancioneiro de Luís Franco Correia), представлена на сайті Національної бібліотеки Португалии, і її упорядкування датується 1557—1589 роками. Останнє фундаментальне тритомне видання побачило світ у 1945—1946 роках.
Перше друковане видання 1594 року
- Bernardes D. Varias rimas ao Bom Jesus : e a Virgem gloriosa sua May [sic] e a sanctos particulares ; com outras mais de honesta & proueitosa lição... / por Dioguo Bernardez : / Diogo Bernardes. — 1.ª edição. — Lisboa : Simão Lopez, 1594. — ([4], 108 f.) 212 p.

Пізніші антології
- Bernardes D.O Lyma : de Diogo Bernardez em o qual se contem as suas eglogas & cartas : / Diogo Bernardes. — 1.ª edição. — Lisboa : Simão Lopez, 1596. — (163 f.) 326 p.
- Bernardes D. Rimas varias. Flores do Lima : / Diogo Bernardes / a custa de Esteuão Lopes, mercador de liuros. — 1.ª edição. — Lisboa : Manoel de Lyra, 1597. — ([7], 183 f.) 380 p.
- Bernardez D. Egloga Sylvia. Elegia. Carta Ao Padre Frey Agostinho // As cem melhores poesias (líricas) da lingua portuguesa : Escolhidas por Carolina Michaëlis de Vasconcelos : / Diogo Bernardes / Carolina Michaëlis de Vasconcellos. — Lisboa ● Rio de Janeiro ● Paris ● Berlin ● Bruxelles ● Lausanne ● London & Glasgow : Ferreira ● Da Silva e C. ● A. Perche ● Wilhelm Weicher ● Émile Groenveldt ● Edwin Frankfurter ● Gowans & Gray, Ltd, 1910. — P. 154—167. — xx + 236 p.